# Muaro Silokek
Muaro Silokek is een bestuurslaag in het regentschap Sijunjung van de provincie West-Sumatra, Indonesië. Muaro Silokek telt 1115 inwoners (volkstelling 2010).